# Brigitt Petry
Brigitt Petry, echte naam Brigitte Petry; (Berlijn, 14 maart 1943 – Dortmund, 28 april 1971) was een Duitse schlagerzangeres, artieste en componist.

## Carrière
Brigitt groeide op in Berlijn. Na school bezocht ze het conservatorium in Halle en Berlijn. Ze werd in de voormalige DDR als jazz- en schlagerzangeres bekend. Ze verzorgde concerten in Warschau, Moskou en Boekarest. In 1965 kwam ze via het toenmalige Joegoslavië en Oostenrijk naar Duitsland en werkte daar als componiste en tekstdichter.
In 1966 nam ze deel aan de Deutsche Schlager-Festspiele in Baden-Baden en scoorde met het lied So alt wie die Welt een aanzienlijke 4de plaats. Daarna was ze ook te zien als zangeres in talrijke tv-uitzendingen en in twee speelfilms. Ze trad ook als duo op met Jack White. In 1970 zong ze op de Expo 70 in Osaka.

## Overlijden
Op 28 april 1971 verongelukte ze op de Bundesstraße 1 bij Dortmund en reed ze tegen een betonmast. Ze bezweek aan haar verwondingen. Er werd gespeculeerd, dat het ongeluk door derden opzettelijk werd veroorzaakt. Ze was 28 jaar.

## Discografie
Succesnummers zijn vetgedrukt.
- 1962: dann wird Liebe aus der Liebelei / Teddy, Teddy, Teddy (Amiga)
- 1962: I Saw Linda Yesterday / Chattanooga Choo Choo / Queen For To-Night / Shimmy Baby (Pronit)
- 1962: When The Saints Go Marshing In / Swinging School (Pronit)
- 1963: What You... Gone To Do / I'll Try To Sing The Blues / Blues For Me / O What A Wonderful Feeling (Polskie Nagrania Muza)
- 1965: Blue Beat / Das Haus im Westen / Shake It Easy Baby / Down Town (Electrecord Romania)
- 1965: Jeder geht einmal den Weg in das Glück / Sunny-Honey-Boy (Polydor)
- 1966: Brigitte Petry Și Formația Richard Oschanitzky - Seria Jazz Nr.2, 10 lp, (Electrecord)
- 1966: Vergessen / Da kam der and're Mann (Polydor)
- 1966: So alt wie die Welt / So vergehn'n die schönen Jahre (Polydor)
- 1966: Lonely Moon / Sie sind so wie wir (Polydor)
- 1967: Wenn die Glocken läuten / Kannst Du verzeihn? (Polydor)
- 1967: I Love You (Was kann ich denn dafür) / Das goldene Band (met Jack White, Polydor)
- 1968: Hey, Hey Boy / Traumland (Polydor)
- 1968: Lass die Hände von Bill Bailey / da beisst ein Goldfisch an (EMI)
- ####: Da beißt ein Goldfisch an, een cover op Aynsley Dunbar's Retaliation Watch 'n' Chain, was de soundtrack voor de Duitse komedie Vorsicht vor Leuten van Arne Feldhusen.
- 1969: Babuschka / Ich hab' meine Flügel verloren heute Nacht (EMI)
- 1969: Komm her und lieb mich / Es tut mir weh (EMI)
- 1970: Lovebutton / Hey Little Girl (EMI)

- Gemeinsame Normdatei: 134867629
- International Standard Name Identifier: 0000 0004 0896 7953
- MusicBrainz: 1a4e0159-fc3b-48c3-86ce-4009f61fe58f
- Virtual International Authority File: 302144621
- WorldCat: E39PBJpJjJFdxvCWHBKmBft7pP